# Фридрих Евгений (герцог Вюртемберга)
Фридрих Евгений Вюртембергский (нем. Friedrich Eugen von Würtemberg; 21 января 1732, Штутгарт — 23 декабря 1797, Хоэнхайм) — герцог Вюртембергский с 20 мая 1795 года. Его сыновья стали основателями пяти ветвей Вюртембергского дома.

## Биография

### Молодость
Четвёртый сын герцога Карла Александра и Марии Августы Турн-и-Таксис родился 21 января 1732 года.
Первоначально он предназначался для духовенства. Король Пруссии Фридрих II предложил ему должность соадьютора в епископстве Бреслау, но Фридрих Евгений предпочёл военную службу. После учёбы в Утрехтском университете и путешествий по Голландии, Франции и Великобритании, он был назначен Фридрихом II полковником кавалерии и начальником 12-го драгунского полка. В декабре 1753 года он был награждён орденом Чёрного Орла.

### Военная карьера
В 1756 году Фридрих Евгений отправился на Менорку, чтобы участвовать в Семилетней войне. Его брат Людвиг Евгений осаждал там форт Сен-Филипп как французский генерал. Во время войны он отличился как командир кавалерии благодаря своей храбрости. В 1760 году он освободил Берлин, которому угрожали русские, и вытеснил вспомогательный корпус под Магдебургом во главе со своим братом, герцогом Карлом Евгением из района Эльбы-Заале. Он был тяжело ранен при Кунерсдорфе в 1759 году и попал в плен к русским. В 1760 и 1761 годах защищал Померанию против шведов и русских. 10 апреля 1762 года он заключил перемирие со шведами под командованием генерал-лейтенанта Эрена Швертта, а позже был подписан мирный договор. Также он участвовал в осаде Швайдница в октябре 1762 года, и битве при Райхенбахе.

### Дальнейшая жизнь и правление
После окончания войны он был генералом в Трептов-ан-дер-Реге с 1763 по 1769 год. В 1769 году он прекратил прусскую военную службу и переехал с семьей в вюртембергское графство Монбельяр, недалеко от которого построил летний дворец Этюпе. Там он более 20 лет вёл счастливую семейную жизнь деревенского дворянина. 10 марта 1786 года его брат передал ему полную власть в качестве губернатора Монбельяра и связанных с ним владений. Однако в 1791 году волнения во Франции вынудили его покинуть свою маленькую страну, полностью окруженную Францией. После того, как он прожил больше года в Пруссии, король Фридрих Вильгельм II подарил ему Новый дворец в Байройте, который ранее принадлежал Александру Бранденбург-Ансбах-Байройтскому. Замок стал новой резиденцией принца. В ноябре 1792 года Фридрих Евгений переехал в Байройт.
Занял герцогский трон в Вюртемберге на склоне лет, после смерти 20 мая 1795 года брата Людвига Евгения. После этого он переехал в Штутгарт. Незадолго до вступления в должность он был назначен прусским фельдмаршалом и получил такое же звание в Швабском округе. Его правление длилось всего около двух с половиной лет, и за это время страна сильно пострадала от войны первой коалиции. После недолгих колебаний вступил в войну на стороне коалиции. Во время военных действий французы штурмовали Книбис (июнь 1796 года), затем (в июле того же года) вошли в Штутгарт, а затем разграбили страну. Герцог был вынужден заключить 17 июля в Бадене перемирие с генералом Моро, за которым последовало заключение мира в Париже 7 августа 1796 года, что нанесло большое оскорбление Австрии. Главными её условиями мира были: полный нейтралитет Вюртемберга, даже если страна будет призвана оказать помощь как член Священной Римской империи, изгнание французских эмигрантов из страны и свободный проход для французских армий. Монбельяр был аннексирован Францией ещё в 1793 году, но Вюртемберг взамен получил другие территории в Швабии. Вюртемберг также взял на себя обязательство полной уступки левого берега Рейна. Кроме того, необходимо было уплатить военный налог в размере 8 миллионов франков и осуществить значительные поставки французской армии.
Успехи эрцгерцога Карла Австрийского вскоре позволили герцогу вернуться в страну. Австрийские расквартирования и требования легли на страну тяжёлым финансовым бременем. Ущерб был оценён в 18 миллионов гульденов за два года (1796 и 1797). Для обсуждения освещения впервые за 27 лет был созван парламент Вюртемберга. Но герцог, как и его последующие преемники, воспротивился состраданию своего сословия, и поместья перешли от обсуждения расходов на войну к жалобам на некоторые злоупотребления. Заключение парламента штата было отложено, из-за смерти герцога 23 декабря 1797 года.

## Семья
Фридрих Евгений 29 ноября 1753 года женился на Доротее Софии Бранденбург-Шведтской, дочери Фридриха Вильгельма Бранденбург-Шведтского и Софии Доротеи Прусской. Считалось, что это был настоящий брак по любви, а не по расчёту, в результате которого родилось 13 детей. По совету короля в брачном контракте было предусмотрено, что дети от этого брака должны воспитываться в протестантской вере. Также принцу и его наследникам мужского пола полагалась специальная ежегодная сумма поддержки в размере 25 000 гульденов.
Дети:
- Фридрих Вильгельм Карл (1754—1816), герцог, позднее курфюрст, и затем с 1805 года король Вюртемберга, женат на Августе Брауншвейг-Вольфенбюттельской, затем на Шарлотте Ганноверской;
- Людвиг Фридрих Александр (1756—1817), в первом браке с Марией Чарторыйской, во втором с Генриеттой Нассау-Вейльбургской. Их сын Александр основал линию герцогов Текских;
- Евгений Фридрих Генрих (1758—1822), женат на Луизе Штольберг-Гедернской, вдове герцога Саксен-Мейнингенского;
- София Мария Доротея Августа (1759—1828), в православии Мария Фёдоровна, супруга императора Павла I;
- Вильгельм Фридрих Филипп (1761—1830), вступил в морганатический брак с Вильгельминой фон Тундерфельдт-Родис;
- Фердинанд Фридрих Август (1763—1834), в первом браке с Альбертиной Вильгельминой Шварцбург-Зондерсгаузенской, во втором — с Паулиной Меттерних;
- Фридерика Елизавета Амалия Августа (1765—1785), супруга герцога Петера Ольденбургского;
- Елизавета Вильгельмина Луиза (1767—1790), супруга будущего императора Франца II;
- Вильгельмина Фредерика Екатерина (1768—1768);
- Карл Фридрих Генрих (1770—1791), женат не был. Детей не имел.
- Александр Фридрих Карл (1771—1833), в браке с Антуанеттой Саксен-Кобург-Заальфельдской;
- Генрих Фридрих Карл (1772—1838), в браке с Каролиной Алексеи.

У Фридриха Евгения был также внебрачный сын Иоганн Георг фон Зонтхайм (1790—1860).

## Память

### Памятник любезным родителям
Памятник установлен в Павловском парке императрицей Марией Фёдоровной и увековечивает память её родителей герцога Фридриха Евгения Вюртембергского и герцогини Фридерики Доротеи Вюртембергской, её сестёр Фридерики и Елизаветы и брата Карла. Скульптурная группа изображает крылатого Гения смерти и плакальщицу в короне возле двух погребальных урн, установленных на высоком пьедестале из серого мрамора. На верхней части пьедестала укреплён беломраморный медальон-камея с профильными изображениями герцога и герцогини. Нижнюю часть пьедестала украшают три белых мраморных барельефа: в центре изображена встреча герцога и герцогини в загробном мире, слева — бог войны Марс, призывающий Карла на военный подвиг, и бог времени Сатурн, указывающий на пальму бессмертия, справа — небесное вознесение душ Фридерики и Елизаветы. Установлен в 1807 г. Скульптор И. П. Мартос.

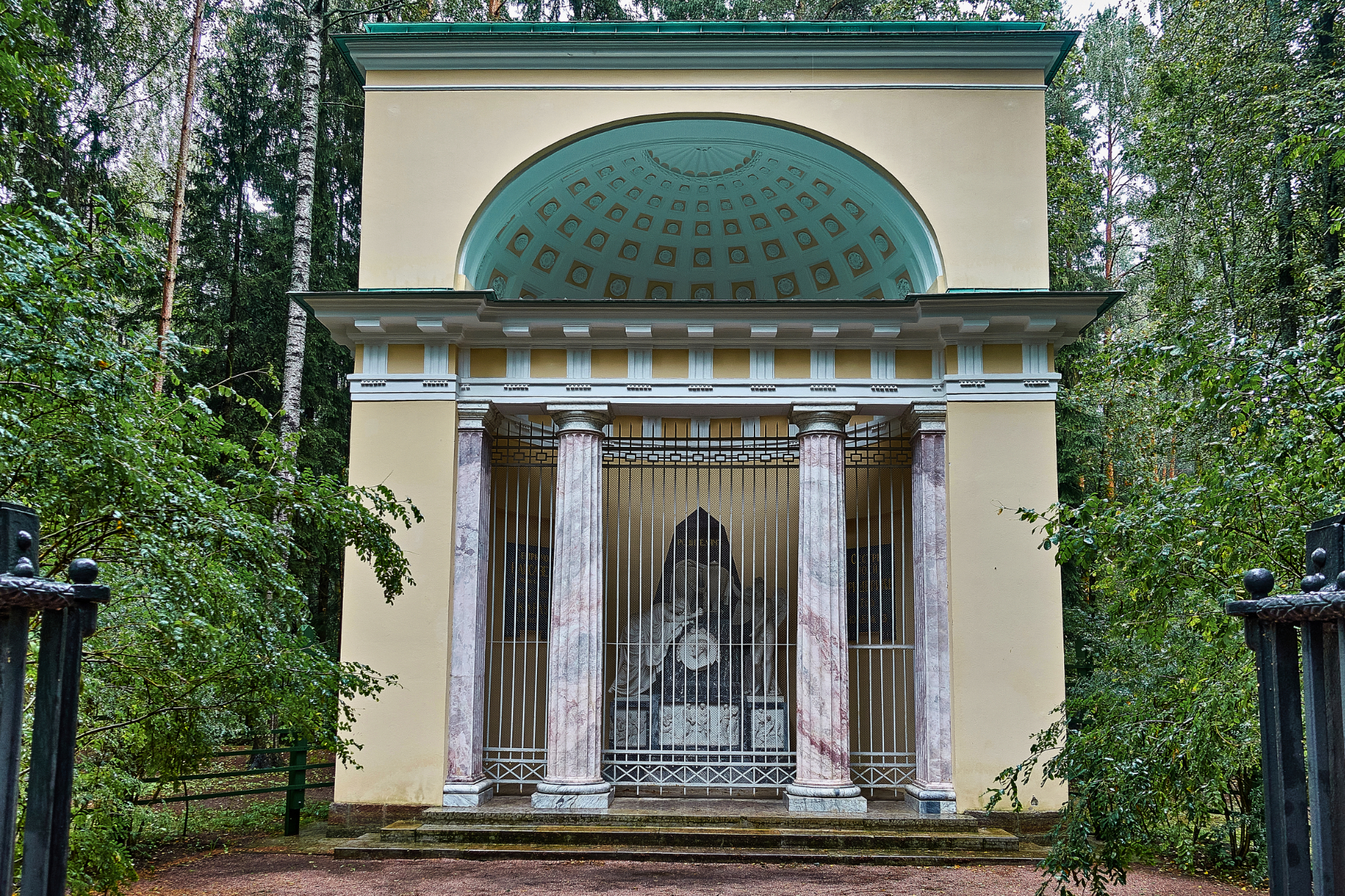
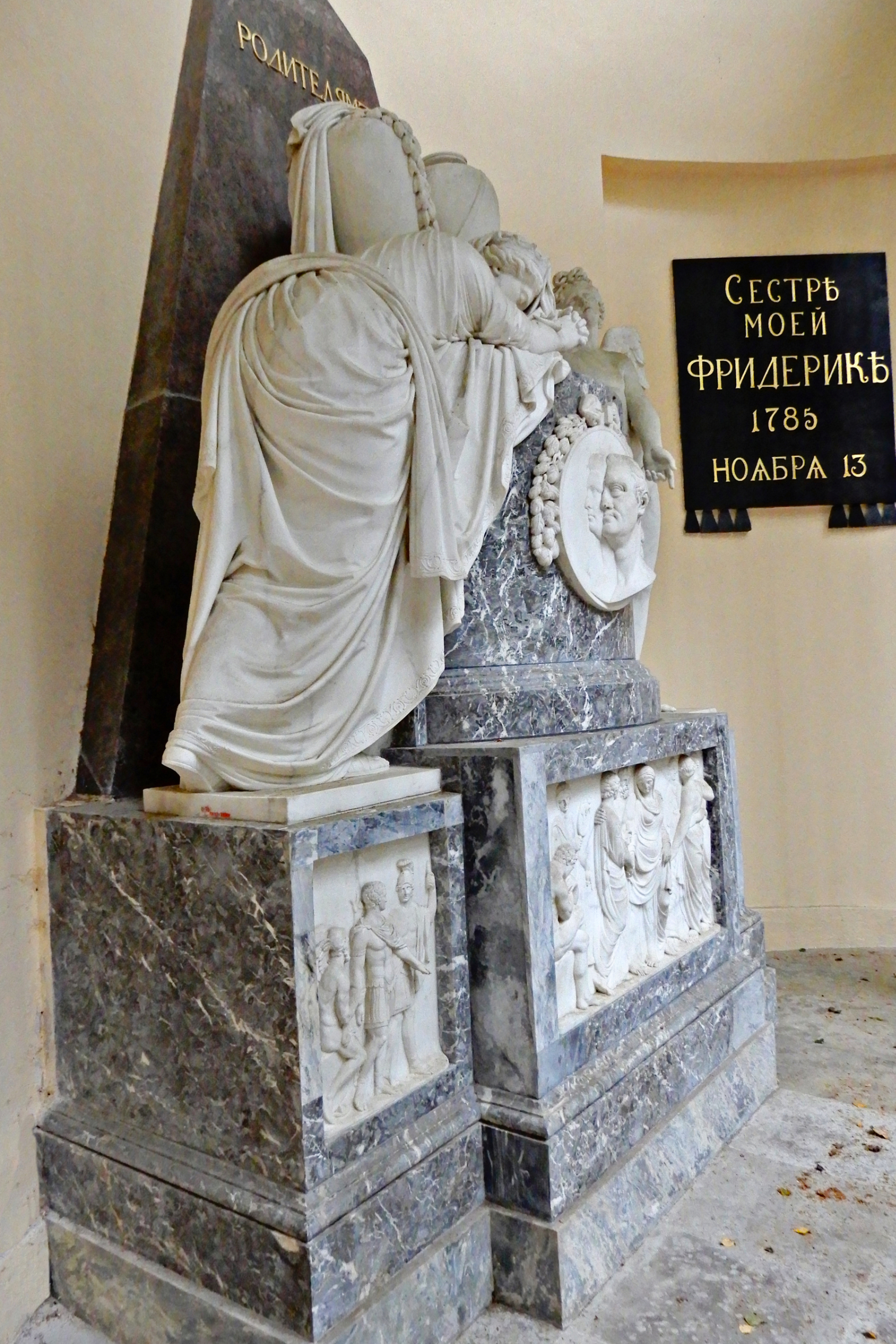
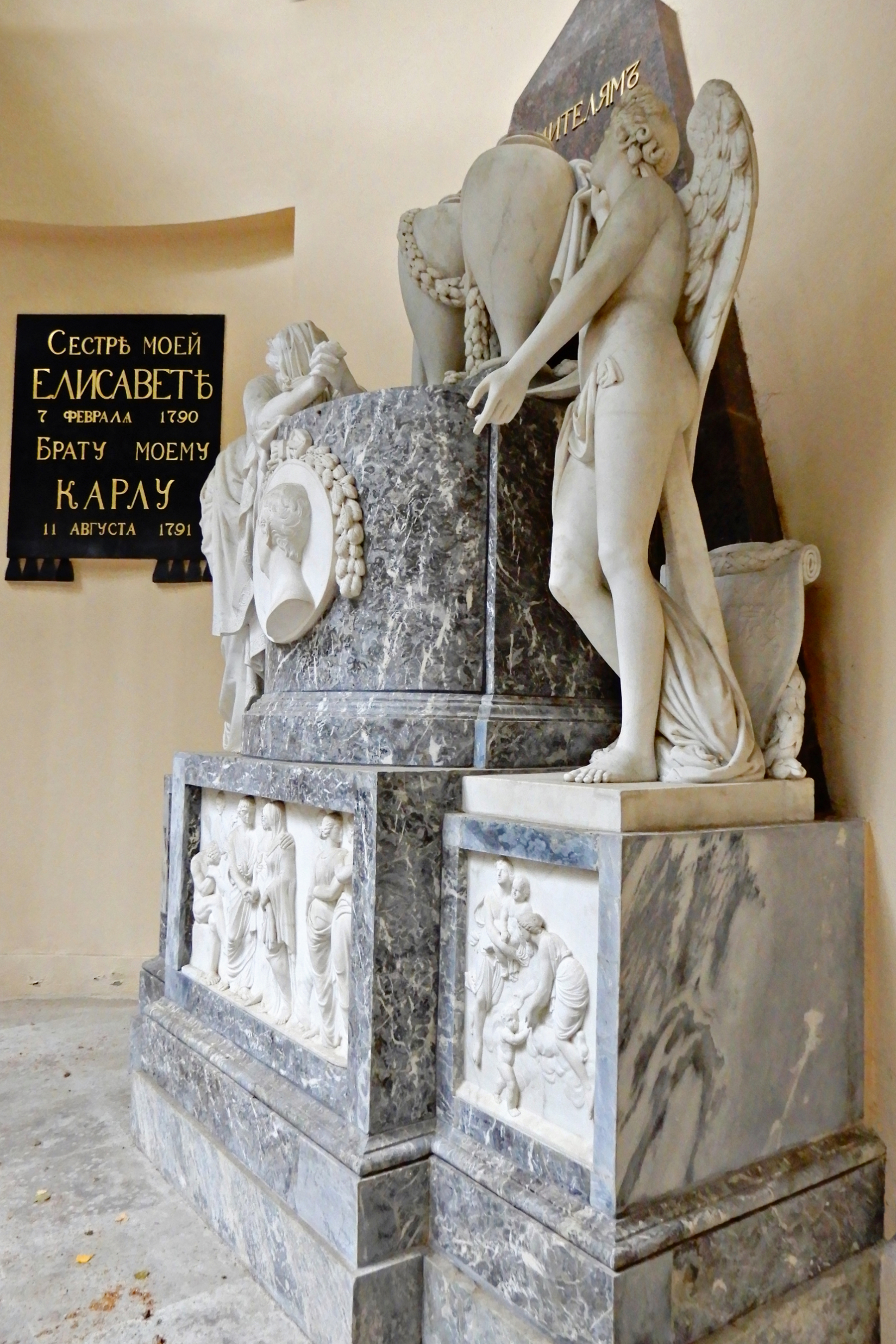
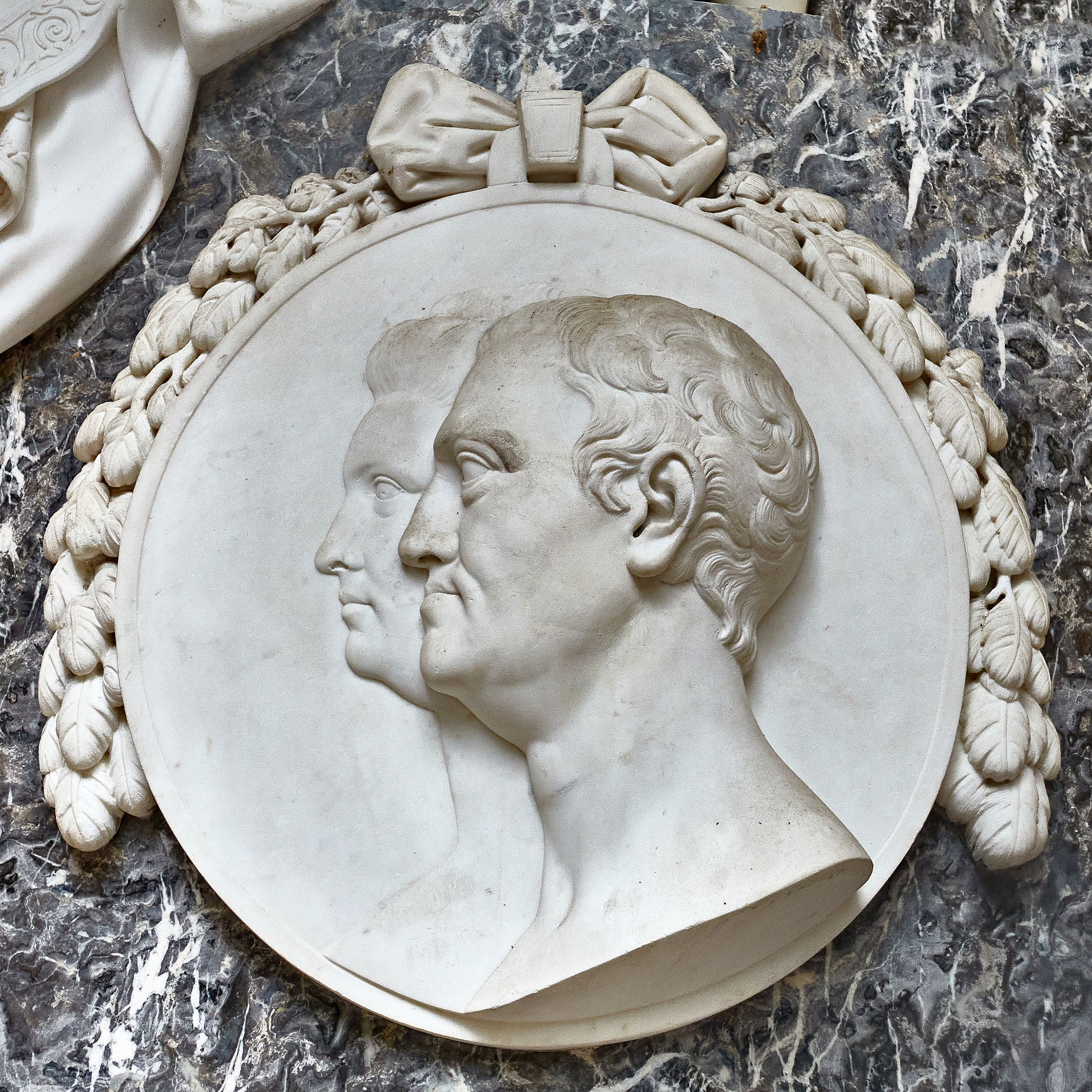